# Jacques Brelpark
Het Jacques Brelpark (Frans: Parc Jacques Brel) is een park in Vorst in het Brussels Hoofdstedelijk Gewest. Het park van 1,6 hectare groot is gelegen aan de Kersbeeklaan en wordt beheerd door de gemeente Vorst. Het park is vernoemd naar de Belgische zanger Jacques Brel.
Het park dat grotendeels uit bos bestaat was de voormalige tuin van het "Kasteel der Gulden Sporen" en is vrij wild en onbekend. Begin 2010 kwam het park in het nieuws omdat er geklaagd werd over zieke kastanjebomen, allesoverwoekerende vegetatie en geurhinder door het stilstaand water van de vijvers in het park.

## Bezienswaardigheden
- De zomereik in het park, Chêne Joséphine genoemd, is met een omtrek van 633 cm de grootste in zijn soort in het Brussels Hoofdstedelijk Gewest.[3][4]